# Nikolaus Pethö
Nikolaus Pethö (* 27. August 1971 in Timișoara, Sozialistische Republik Rumänien; † 17. Januar 2019) war ein deutscher Polizist und Politiker der Alternative für Deutschland.

## Leben
Pethö lebte in Lich und war als Hauptkommissar bei der Polizei in Grünberg tätig.
Er war Mitglied der hessischen AfD, stellvertretender Sprecher seines Kreisverbandes und Mitglied im Kreistag von Gießen, wo er dem Kreistagsausschuss für Schule, Bauen und Sport angehörte. Bei der Landtagswahl 2018 kandidierte er auf Listenplatz 4 seiner Partei im Wahlkreis Gießen II und erhielt ein Mandat als Abgeordneter für den 20. hessischen Landtag. Zu seiner Motivation erklärte er gegenüber der Gießener Allgemeinen Zeitung: „Ich habe eine Diktatur erlebt und möchte den Rechtsstaat und die Demokratie bewahren und pflegen.“
Im Landtag sollte Pethö den stellvertretenden Vorsitz der AfD-Fraktion übernehmen. Er verstarb jedoch einen Tag vor der Konstituierung des Landtages nach kurzer schwerer Krankheit. Für ihn rückte Erich Heidkamp aus Frankfurt in den Landtag nach.
Pethö war zum zweiten Mal verheiratet und hatte zwei Kinder aus erster Ehe.